# Ramiro Vaca
Ramiro Vaca Ponce (ur. 1 lipca 1999 w Tariji) – boliwijski piłkarz grający na pozycji ofensywnego pomocnika. Od 2023 jest zawodnikiem klubu Club Bolívar.

## Kariera klubowa
Swoją piłkarską karierę Vaca rozpoczął w klubie Club Quebracho. W 2017 roku zadebiutował w nim w drugiej lidze boliwijskiej. W 2018 roku przeszedł do Club The Strongest. Swój debiut w nim zaliczył 3 marca 2018 w przegranym 2:3 wyjazdowym meczu ze Sport Boys Warnes. W sezonach 2019 i 2020 wywalczył z The Strongest dwa wicemistrzostwa Boliwii.
6 stycznia 2020 Vaca został zawodnikiem belgijskiego K Beerschot VA, do którego trafił za 150 tysięcy euro. W barwach tego klubu swój debiut zaliczył 28 sierpnia 2021 w przegranym 2:5 wyjazdowym meczu z Royalem Charleroi.
| Sezon | Klub           | Kraj    | Rozgrywki       | Mecze | Gole |
| ----- | -------------- | ------- | --------------- | ----- | ---- |
| 2017  | Club Quebracho | Boliwia | Liga Nacional B | ?     | ?    |
| 2018  | The Strongest  | Boliwia | Liga Nacional A | 6     | 0    |
| 2019  | The Strongest  | Boliwia | Liga Nacional A | 46    | 6    |
| 2020  | The Strongest  | Boliwia | Liga Nacional A | 23    | 4    |
| 2021  | The Strongest  | Boliwia | Liga Nacional A | 12    | 2    |

## Kariera reprezentacyjna
W reprezentacji Boliwii Vaca zadebiutował 2 czerwca 2017 w wygranym 1:0 towarzyskim meczu z Nikaraguą, rozegranym w Managui, gdy w 88. minucie zmienił José Luisa Vargasa. W 2019 roku został powołany do kadry Boliwii na Copa América 2019. Wystąpił na nim w dwóch meczach: z Brazylią (0:3) i z Wenezuelą (1:3).
W 2021 roku Vaca był w kadrze Boliwii na Copa América 2021. Wystąpił na nim w trzech meczach: z Chile (0:1), z Urugwajem (0:2) i z Argentyną (1:4).